# La Bruère-sur-Loir
La Bruère-sur-Loir è un comune francese di 320 abitanti situato nel dipartimento della Sarthe nella regione dei Paesi della Loira.

## Società

### Evoluzione demografica
Abitanti censiti